# Bekey Imre Gábor

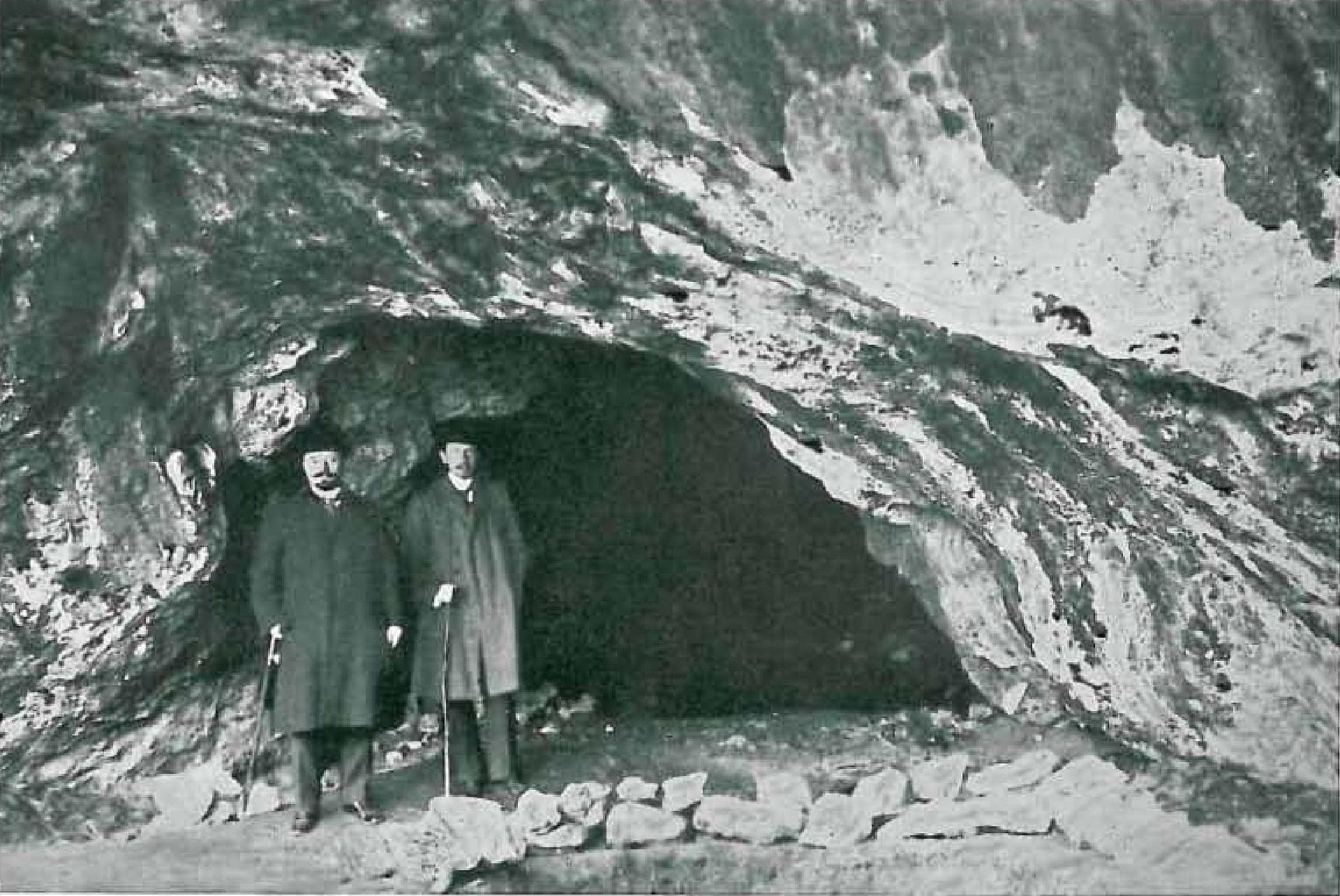
A Kis-kevélyi-barlang bejárata Bekey Imre Gábor fényképén

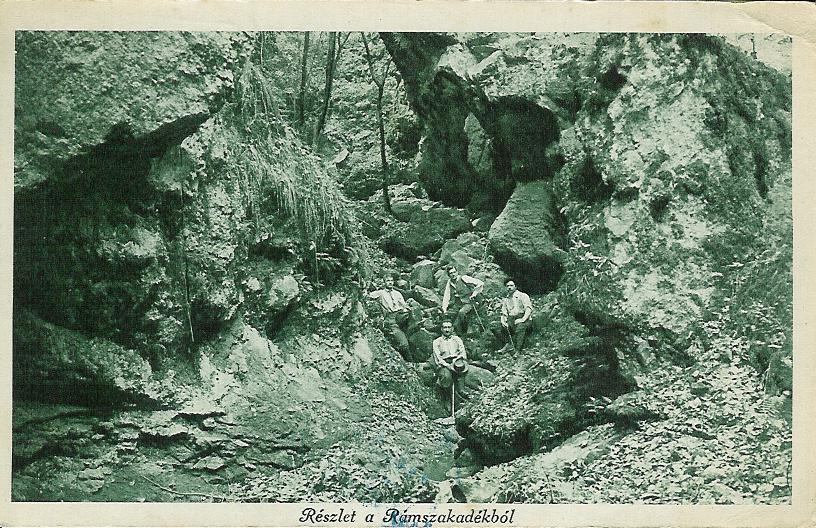
A Rám-szakadék

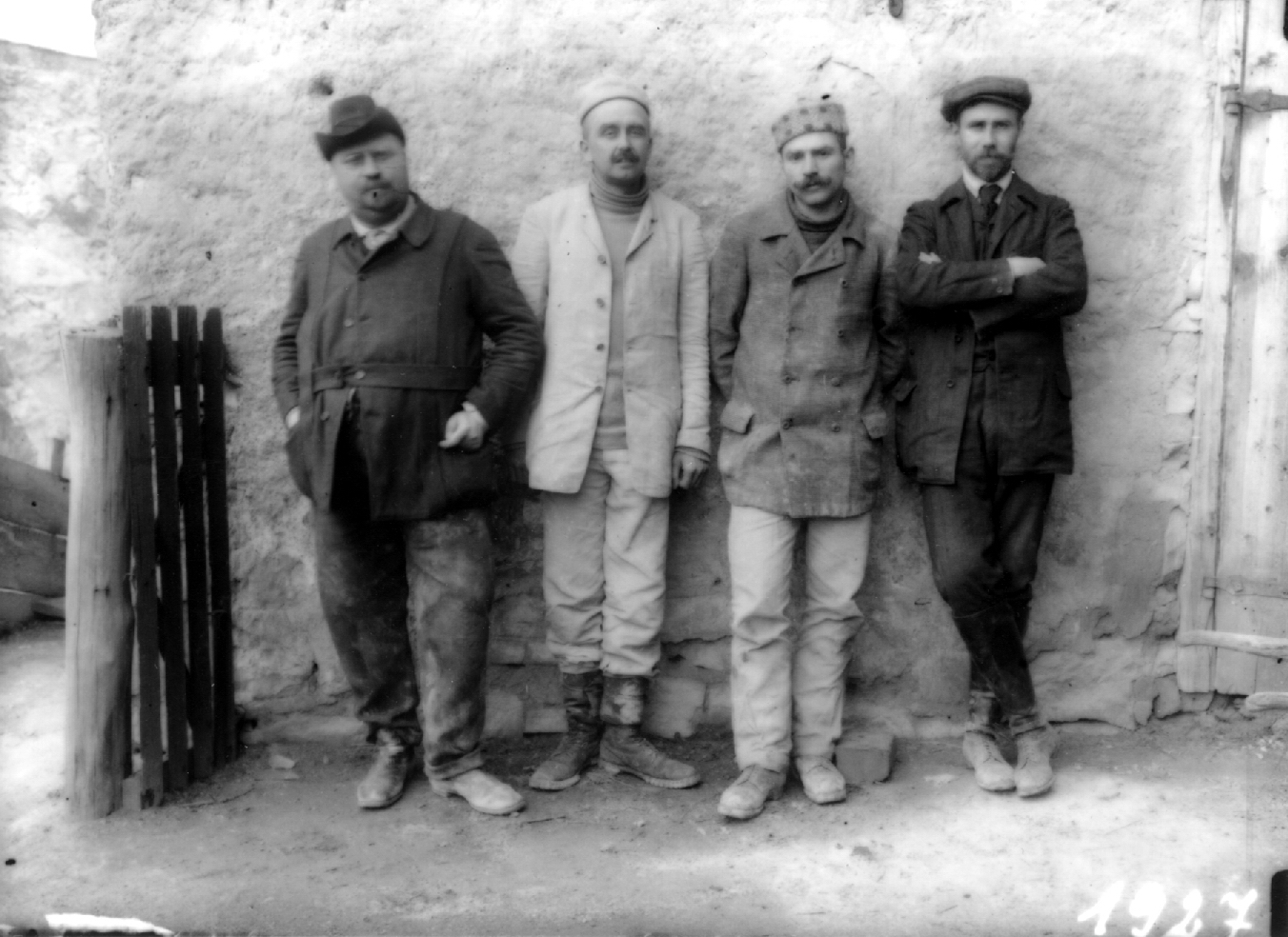
A Pál-völgyi-barlang kutatói 1910-ben. Jobbra Kadić Ottokár látható

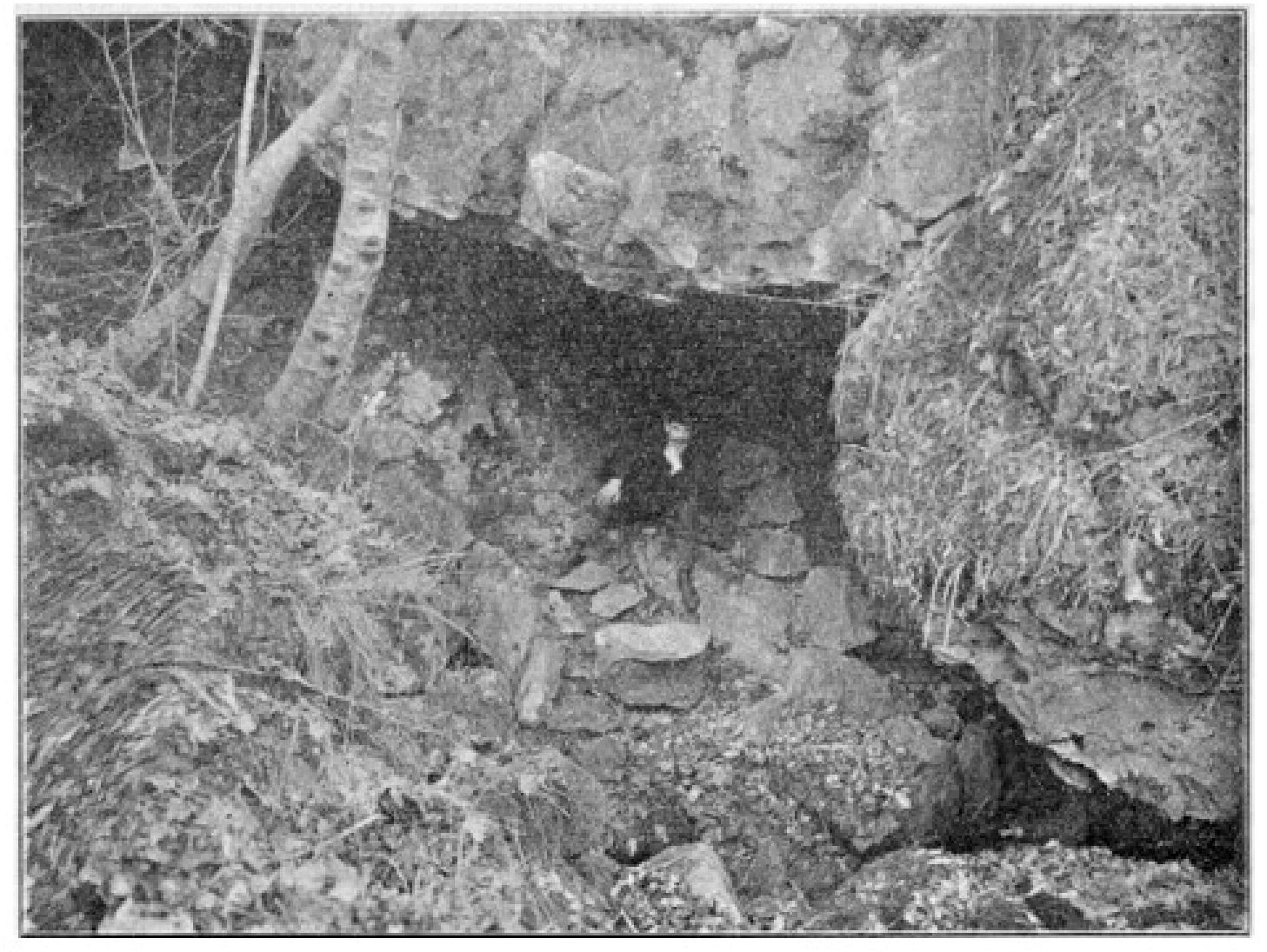
A csobánkai Macska-barlang bejárata

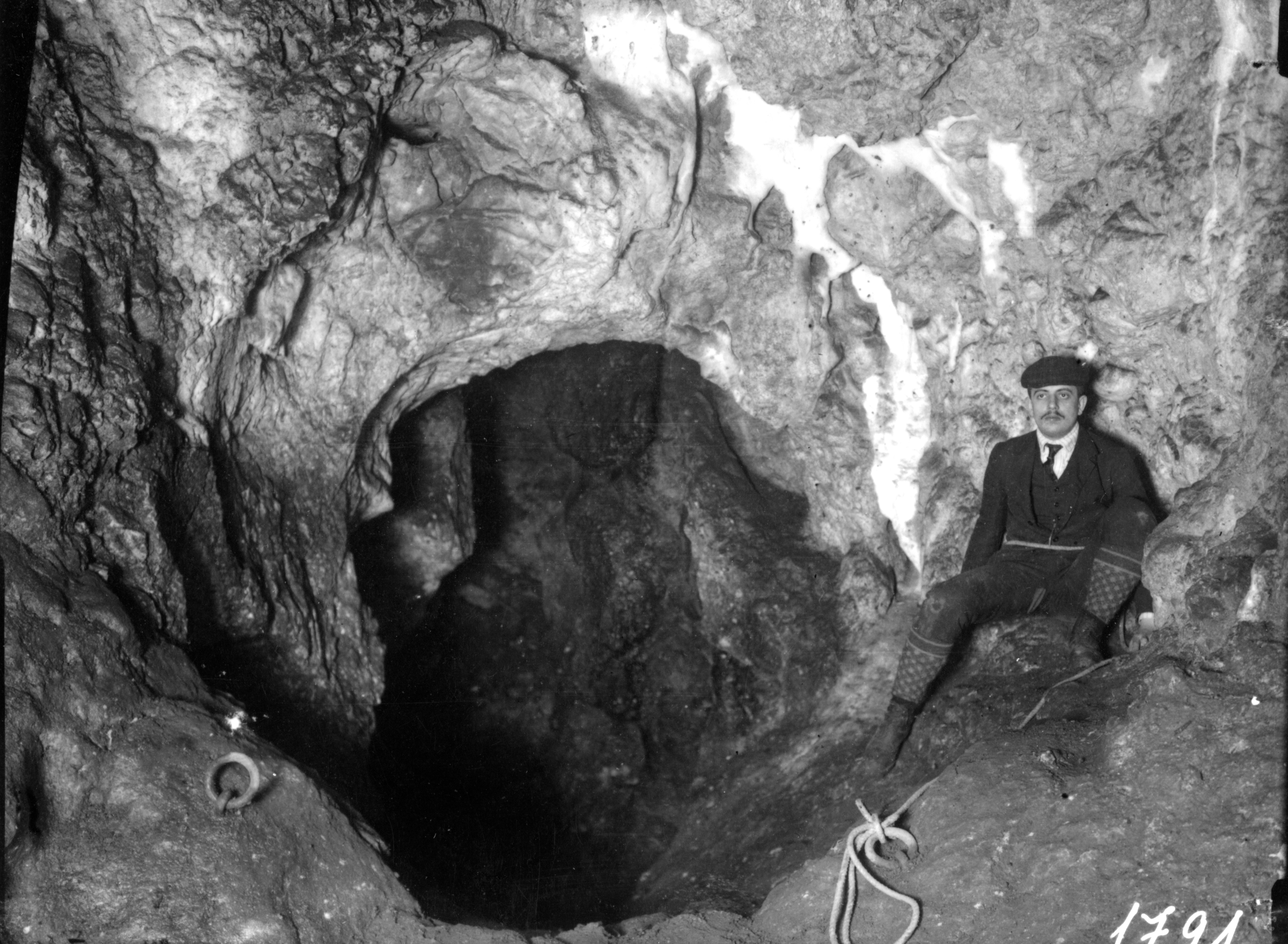
Részlet a Solymári-ördöglyukból

Bekey Imre Gábor, Békey (Pest, 1872. július 7. – Budapest, 1936. április 17.) az igazságügyminisztérium számvevőségének másodosztályú főtanácsosa, barlangkutató, turisztikai író.

## Családja
Békey István és Sturm Leopoldina fia. 1917. május 31-én Budapesten, a Ferencvárosban feleségül vette Bernthaler Gizella Erzsébetet, Berthaler Ferenc Károly és Réthly Magdolna lányát. Miután megözvegyült, 1928. november 10-én szintén a Ferencvárosban házasságot kötött a nála 12 évvel fiatalabb Eger Erzsébet tanítónővel, Eger Imre és Vincze Kamilla lányával, de 1930-ban már el is váltak. 1930. június 21-én újra megházasodott, ezúttal a nála 32 évvel fiatalabb Bursch Veronika Anna Máriát, Bursch Miklós és Christian Anna lányát vette feleségül.

## Munkássága
Az Igazságügyi Minisztérium számvevőségének másodosztályú főtanácsosa volt. A Magyar Turista Egyesület választmányi tagja, majd alelnöke, az 1910-ben megalakult Barlangkutató Bizottság egyik életre hívója. A bizottság, majd szakosztály választmányának tagja. Megalapította, majd elnöke volt a MTE Keddi Asztaltársaságának és 1924–1925-ben ugyancsak elnöke a Sasok Társaságának. Sokoldalú turista volt, aki mind szóban, mind írásban küzdött elgondolásai megvalósításáért. A turistaságról vallott nézetei legszemléletesebben a Turisták Lapjában, 1930-ban közreadott „A turistagondolat” című írásban fogalmazódtak meg. Részt vett az 1904-ben megtalált Pál-völgyi-barlang feltárásában, és az ő robbantási munkálatainak köszönhetően 1911-ben újabb szakaszokkal bővült Magyarország leghosszabb barlangja. Tagja volt az Alsó-hegy zsombolyainak első, 1911. évi feltárására szervezett expedíciónak. Bejárta és cikkekben ismertette a bajóti Öreg-kő barlangjait, a Macska- és Klotild-barlangokat, a Pál-völgyi kőfejtő üregeit, a bihari Barsa- és Eszkimó-jégbarlangot, valamint a Pilis hegység barlangjait. Az 1926-ban megalakult Magyar Barlangkutató Társulat munkájába már nem kapcsolódott be, miután egy barlangnevezéktani vita miatt szakított a szervezettel.
Jeles természet- és barlangfotós volt, képei alapján számos képeslap jelent meg a Pál-völgyi-barlangról, a Pilis és a Budai-hegység jellegzetes tájairól.
Turista irodalmi tevékenysége alapján a Nemzeti Irodalmi Társaság és több más irodalmi egyesület tiszteletbeli és rendes tagjává választotta.

## Munkái
- Az életviszonyok hatalma. Bp. 1903. 2 kötet. 162 és 167 old.
- Reformsakk. Bp. 1905. 185 old.
- Karácsonyfa ünnep Pilisszentkereszten. Turisták Lapja, 1910. (22. évf.) 138. old.
- A bajóti Öregkő barlangjai Esztergom megyében. Barlangkutatás, 1913. (1. köt.) 3. füz. 122–125. old.
- Szilaj csikók. Vác, 1912. 125 old.
- A pálvölgyi barlangrendszer. Turisták Lapja, 1913. (25. évf.) 76–85. old.
- A csobánkai Macska-barlang. Barlangkutatás, 1914. (2. köt.) 3. füz. 133–136. old. (németül 162–163. old.)
- A Vecsembükki zsombolyok. Turista Közlöny, 1914. (21. évf.) 3. sz. 34–38. old.
- A bihari jégbarlangok. Turisták Lapja, 1915. (27. évf.) 12–21. old.
- A piliscsabai Klotild-barlang. Barlangkutatás, 1915. (3. köt.) 3–4. füz. 163–166. old. (németül 200–201. old.)
- Barlangkutatás dinamittal. Turisták Lapja, 1916. (28. évf.) 23–30. old.
- A barlangoknak személyekről való elnevezéséről. Turisták Lapja, 1920. (32. évf.) 102–104. old.
- A solymári Ördöglyuk részeinek elnevezése. Turisták Lapja, 1920. (32. évf.) 59–61. old.
- Barcza Imre – Thirring Gusztáv: Budapest Duna-jobbparti környéke. Bp., 1920. (A barlangleírások – 21, 85, 88, 104, 111, 112, 115, 125, 151. oldal – egy részét Bekey Imre Gábor írta.)
- Az útjelzések. Turisták Lapja, 1922. (34. évf.) 83–85. old.
- Válasz dr. Kadić-nak a T. L.-ja 1921. III. havi 1–2. számában közölt kritikájára. Turisták Lapja, 1922. (34. évf.) 36. old.
- Déry József. Turisták Lapja, 1923. (35. évf.) 2–5. old.
- A solymári Ördöglyuk. Turisták Lapja, 1924. (36. évf.) 12–20. old.
- Ami minket összetart. Turisták Lapja, 1925. (37. évf.) 47–48. old.
- Isaszegh. Turisták Lapja, 1925. (37. évf.) 59–60. old.
- Nehéz percek. Turisták Lapja, 1925. (37. évf.) 10–12. szám. 156–159. old.
- Turistaszerencsétlenség a Tátrában. Turisták Lapja, 1926. (38. évf.) 77–78. old.
- Polémia. Turisták Lapja, 1930. (42. évf.) 218. old.
- A turistagondolat. Turisták Lapja, 1930. (42. évf.) 213–215. old.
- A pilisi hegyvidék barlangjai. Turisták Lapja, 1931. (43. évf.) 256–259. old.
- Mi köze a turistának a barlangkutatáshoz? Turisták Lapja, 1932. (44. évf.) 97–98. old.
- A versenyturista. Testnevelés, 1932. (5. évf.) 952. old.
- A Magyar Sakkvilág 1932. és 1935. évf. egy-egy feladvány és az 1936. évf. két feladvány

## Emlékezete
A nevét viseli a Bekey Imre Gábor Barlangkutató Csoport, amely a Pál-völgyi-barlangrendszert kutatja és a Bekey-barlang, valamint a Klotild-barlangnak a Bekey-terem nevű terme és a Pál-völgyi-barlangrendszer Pál-völgyi-barlang részének a Bekey-terem nevű terme.